# Берк (округ, Северная Каролина)
Округ Берк (англ. Burke County) располагается в штате Северная Каролина, США. Официально образован в 1777 году. По состоянию на 2010 год, численность населения составляла 90 912 человек.

## География
По данным Бюро переписи США, общая площадь округа равняется 1333,851 км2, из которых 1313,131 км2 суша и 20,720 км2 или 1,590 % это водоёмы.

## Население
По данным переписи населения 2000 года в округе проживает 89 148 жителей в составе 34 528 домашних хозяйств и 24 342 семей. Плотность населения составляет 68,00 человек на км2. На территории округа насчитывается 37 427 жилых строений, при плотности застройки около 29,00-ти строений на км2. Расовый состав населения: белые — 86,01 %, афроамериканцы — 6,71 %, коренные американцы (индейцы) — 0,30 %, азиаты — 3,48 %, гавайцы — 0,21 %, представители других рас — 2,17 %, представители двух или более рас — 1,11 %. Испаноязычные составляли 3,57 % населения независимо от расы.
В составе 31,00 % из общего числа домашних хозяйств проживают дети в возрасте до 18 лет, 54,90 % домашних хозяйств представляют собой супружеские пары проживающие вместе, 11,00 % домашних хозяйств представляют собой одиноких женщин без супруга, 29,50 % домашних хозяйств не имеют отношения к семьям, 25,50 % домашних хозяйств состоят из одного человека, 9,90 % домашних хозяйств состоят из престарелых (65 лет и старше), проживающих в одиночестве. Средний размер домашних хозяйств составляет 2,48 человека, и средний размер семьи 2,94 человека.
Возрастной состав округа: 24,00 % моложе 18 лет, 8,90 % от 18 до 24, 29,60 % от 25 до 44, 24,00 % от 45 до 64 и 24,00 % от 65 и старше. Средний возраст жителя округа 37 лет. На каждые 100 женщин приходится 100,00 мужчин. На каждые 100 женщин старше 18 лет приходится 97,70 мужчин.
Средний доход на домохозяйство в округе составлял 35 629 USD, на семью — 42 114 USD. Среднестатистический заработок мужчины был 27 591 USD против 21 993 USD для женщины. Доход на душу населения составлял 17 397 USD. Около 8,00 % семей и 10,70 % общего населения находились ниже черты бедности, в том числе — 13,60 % молодежи (тех, кому ещё не исполнилось 18 лет) и 12,50 % тех, кому было уже больше 65 лет.